# هنر عشق (فیلم ۲۰۱۱)
هنر عشق (فرانسوی: L'Art d'aimer‎) فیلمی فرانسوی در سبک کمدی است که در سال ۲۰۱۱ به نمایش درآمد. از بازیگران آن می‌توان به فرانسوا کلوزه، ژودیت گدرش و گاسپار اولیل اشاره کرد.

## چکیده داستان
زوئه به بهترین دوستش ایزابل پیشنهاد می کند که با شوهرش حالی بکند. آشیل تنها است وقتی با همسایه جدیدش آشنا می شود فکر می کند شاید بتواند با او رابطه داشته باشد، اما کار آنطور که برنامه ریزی شده پیش نمی رود. املی که نظر بلندی نسبت به وفاداری دارد از یک دوست مشترک ایزابل می خواهد که به جای او با بهترین دوست و معشوق فرضیش بوریس گرم بگیرد تا وفاداری او را امتحان کند.
امانوئل می خواهد همدمش پل را ترک کند تا هوسهای جنسی خود را در آزادی کامل تجربه کند. ونسا به معشوقش اعتراف می کند که می خواهد با توجه به توافق متقابل آزادی زناشویی با یکی از همکارانش بخوابد: کاری که گفتنش از انجامش ساده تر است. پنج داستان در مورد هنر دوست داشتن که شخصیت هایش به طور تصادفی با هم روبرو می شوند.